# Bernardia argentinensis
Bernardia argentinensis är en törelväxtart som beskrevs av Alicia Lourteig och O'donnell. Bernardia argentinensis ingår i släktet Bernardia och familjen törelväxter. Inga underarter finns listade i Catalogue of Life.